# New World Order (Wrestling)

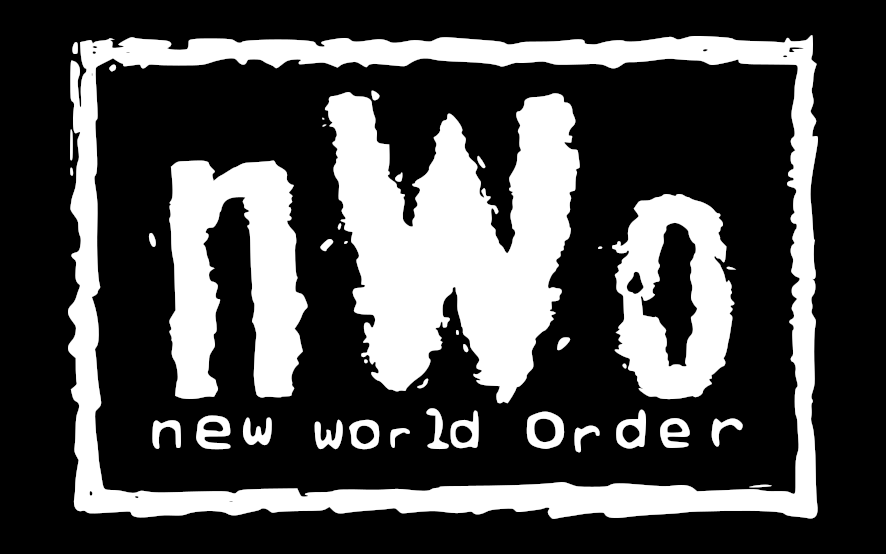
Logo der nWo

Die New World Order (abgekürzt nWo beziehungsweise NWO) war ein Wrestling-Stable, also eine Gruppierung von Wrestlern, die laut Storyline ein gemeinsames Ziel verfolgten. Die erste Inkarnation des mehrfach neu aufgelegten Stables erfolgte 1996 bei World Championship Wrestling (WCW) und bestand zunächst aus Scott Hall und Kevin Nash, die zuvor aus der Hauptkonkurrenz World Wrestling Federation gekommen waren, sowie Hulk Hogan, der sich in der nWo „Hollywood Hogan“ nannte. Die NWO war eine wichtige Größe in den sogenannten Monday Night Wars zwischen dem damaligen Marktführer World Wrestling Federation und World Championship Wrestling und brachte für die WCW damals die Wende.
Das Konzept wurde oft imitiert und parodiert. Nach dem Ende der WCW wurde das Stable in unterschiedlichen Ausprägungen auch in der WWF eingesetzt, erreichte jedoch nie wieder die Wirkung wie 1996.

## Geschichte

### Entstehung
Die New World Order war eine Idee von Eric Bischoff, dem damaligen Executive Vice President der WCW, der für alle kreativen Entscheidungen der Wrestling-Promotion verantwortlich war. Bischoff ließ sich von einer Storyline in New Japan Pro-Wrestling (NJPW) beeinflussen. Zu jener Zeit war er häufig zu Gast in Japan und besuchte eine Show im Tokyo Dome am 29. April 1996, bei dem die Wrestling-Promotion UWF International in der Storyline gegen die NJPW antrat. Dies wurde als „Invasion“ dargestellt. Bei der Show trat New Japans Shinya Hashimoto gegen UWFis Nobuhiko Takada um den IWGP Heavyweight Championship an.
Bischoff ließ sich von dieser Cross-Promotion-Strategie inspirieren. Als er die beiden WWF-Wrestler Scott Hall und Kevin Nash unter Vertrag nahm, entschloss er sich eine ähnliche Storyline zu produzieren, bei denen eine Bande von Wrestlern versuchte, Dominanz auf die WCW auszuüben. Zunächst war es so geplant, dass die NWO eine Art Promotion außerhalb der WCW sein sollte. So wurde die NWO zunächst als Guerilla-Formation porträtiert, die innerhalb der Promotion gegen die alteingestandenen Wrestler kämpfen sollte.
Die ursprüngliche Version wurde um Ideen von Kevin Nash selbst, Fernsehregisseur Craig Leathers, Chef-Booker Terry Taylor sowie seine damaligen Assistenten Kevin Sullivan und Paul Orndorff ergänzt.
Im Folgenden werden sowohl die Storyline als auch die Hintergründe dargestellt.

### World Championship Wrestling (1996–2000)

#### Gründung
Der Aufbau erfolgte zunächst langsam in der Fernsehshow WCW Monday Nitro. Am 19. Mai 1996 wurden Kevin Nash („Diesel“) sowie Scott Hall („Razor Ramon“) aus ihrem WWF-Vertrag entlassen. Da der Wechsel nicht wie bei Lex Luger im Geheimen erfolgte, war es zwar keine Überraschung für die gut informierten Fans, doch der Wechsel wurde auf ungewöhnliche Weise dargestellt: Scott Hall betrat am 27. Mai das Macon Coliseum in Macon, Georgia während eines Matches zwischen Mike Enos („The Mauler“) und Steve Doll. Anschließend nahm er ein Mikrofon und forderte Eric Bischoff heraus durch eine Rede, die später als „You Want a War?“-Rede bekannt wurde. Er kündigte an, er und seine noch namenlosen Freunde würden es mit Bischoff und der gesamten WCW aufnehmen. Etwas später forderte er Bischoff auf, für den Pay-Per-View Bash at the Beach ein Dreier-Team aufzustellen, das gegen ihn und zwei seiner Verbündeten antreten sollte. Obwohl Monday Night Raw und WCW Monday Nitro schon seit einem Jahr auf dem gleichen Zeitpunkt lagen, wird diese Episode oft als Start der sogenannten Monday Night Wars bezeichnet.
In der nächsten Woche überraschte Scott Hall Eric Bischoff mit seinem Partner Kevin Nash. Die beiden nannten sich The Outsiders und störten in den nächsten Wochen immer wieder die Abläufe der WCW-Shows.
Bei der Großveranstaltung Bash at the Beach am 7. Juli 1996 bestritten Nash und Hall ein Match gegen Lex Luger, Randy Savage und Sting. Nachdem Luger laut Storyline verletzt wurde, erschien Hulk Hogan und attackierte Savage, womit er sich als der dritte Verbündete von Nash und Hall zu erkennen gab. In dem sich anschließenden Interview mit Gene Okerlund brach Hogan mit seinen Fans und rief die „New World Order des Wrestling“ aus. Die Fans begannen Müll in den Ring zu werfen und die drei Wrestler auszubuhen.
Hogan war von da an Heel, eine Rolle, die er seit den frühen Achtzigern nicht mehr verkörpert hatte. Um den Bruch mit seinen Fans und seinem Babyface-Image noch klarer zu machen, gab er sich den Namen „Hollywood Hogan“ und verzichtete fortan auf sein gelb-rotes Outfit zugunsten von schwarz-weiß, was auch die Farbe der NWO wurde. Die Storyline veränderte das bisherige Bild des Wrestling, als in der Folgezeit Gimmicks immer mehr verschwanden und Hintergrundpolitik öffentlich thematisiert wurde.

### Ausbreitung
In den nachfolgenden Wochen griff die NWO immer wieder in diverse Matches ein. Beim PPV Hog Wild durfte Hulk Hogan den WCW World Heavyweight Championship von The Giant gewinnen und übersprühte den Gürtel mit dem nWo-Schriftzug. Als viertes Mitglied kam Ted Dibiase hinzu und als fünfter Mann The Giant, der seine Teammitglieder vom Dungeon of Doom sowie The Four Horsemen attackierte.
Beim nächsten PPV Fall Brawl verwendete die NWO einen falschen Sting um das Team WCW bestehend aus Lex Luger, Randy Savage, Arn Anderson und Ric Flair zu besiegen.

#### Der Split
Da das Interesse an der Storyline seitens der Fans zu sinken begann, beschloss man 1998 die Trennung der nWo in zwei Lager: Hogan führte weiterhin die „originale“ nWo, während Nash eine neue schwarz-rot gekleidete Version ins Leben rief, welche Wolfpac genannt wurde. Zu letzterer Version gehörte nun auch Sting, welcher jahrelang das Aushängeschild der WCW war. Ebenfalls zu dieser Zeit sanken aber allmählich wieder die Einschaltquoten der WCW-Shows, denn die Fehde nWo Hogan gegen nWo Wolfpac konnte die Erwartungen nicht erfüllen.

#### Erneuter Zusammenschluss
Am 4. Januar 1999 schloss man die Gruppierung erneut zusammen, diesmal komplett unter rotem Logo. Im Hauptmatch von Nitro traf Kevin Nash auf den in die WCW zurückgekehrten Hulk Hogan, der Nash nach einem Fingerstoß („Finger poke of doom“) besiegte. Dies wurde von den Zuschauern äußerst negativ aufgenommen und Mitte des Jahres wurde die Gruppierung in dieser Form erneut aufgelöst.

#### nWo Black and White
Neben der nWo-Hauptgruppe gab es nebenbei immer das „B-Team“. Dieses war schließlich ab 1999 als eigene Gruppierung unterwegs. Diese bestand aus Wrestlern der unteren bis mittleren Kampfkarte, welche meist untereinander um die Position des Anführers fehden mussten. Nach der Auflösung des neuen Wolfpacs Mitte ’99 löste sich auch das B-Team auf.

#### Das Ende der nWo
In der Mitte des Jahres 1999 wurde die nWo offiziell aufgelöst und kam 2000 nochmal zurück. Die verbliebenen Mitglieder waren Kevin Nash, Scott Hall, Scott Steiner und Bret Hart. Dazu kamen noch Jeff Jarrett, die Harris Boys und einige der WCW-Girls, die nun als Valets zur nWo gehörten. Doch zum Erfolg der Vergangenheit kam es nicht mehr, die Storyline hatte ihren Reiz verloren; mit diesem Ende war auch der Niedergang der WCW verbunden.

### World Wrestling Entertainment (2002)
Mit dem Aufkauf der WCW durch WWE-Chef Vince McMahon am 23. März 2001 erwarb dieser u. a. auch die Rechte an der Verwendung ehemaliger WCW-Namen und -Trademarks, so auch der nWo. Nachdem Nash, Hogan und Hall (welcher bereits 2000 von der WCW entlassen worden war) Verträge bei der WWF erhalten hatten, kam Anfang 2002 das Gerücht auf, McMahon wolle die nWo neu aufleben lassen. Bei der Großveranstaltung No Way Out am 17. Februar 2002 wurde die nWo in ihrer ursprünglichen Besetzung dann tatsächlich offiziell in die WWE eingeführt. Es wurde eine Storyline erarbeitet, während dieser das Stable die WWE vernichten wolle.
Nachdem Hogan bei Wrestlemania X8 im Match gegen The Rock positive Reaktionen der Fans erhalten hatte, ließ man ihn die nWo verlassen. Im Gegenzug erweiterte man die Gruppierung um X-Pac und Big Show, welche bereits bei der WCW nWo-Mitglieder waren. Nachdem Hall im Mai von der WWE gefeuert wurde, ließ man Booker T und Shawn Michaels dem Stable beitreten; Michaels war dabei das erste (und einzige) nWo-Mitglied, das nie bei der WCW unter Vertrag stand.
Laut Script sollte Triple H bei der Veranstaltung Vengeance 2002 am 21. Juli als nächstes Mitglied zur nWo stoßen, doch Nash zog sich in einem Tag Team Match am 8. Juli eine Verletzung zu und musste mehrere Monate pausieren. Dies ließ nicht nur die geplante Storyline platzen, sondern machte den Verantwortlichen auch bewusst, dass es durch den Aus- bzw. Wegfall ihrer Aushängeschilder Hall und Nash langfristig keine Entwicklung der nWo geben würde. Am 15. Juli 2002 verkündete Vince McMahon bei Monday Night Raw das Stable daher für aufgelöst.
Am 6. April 2021 wurde das Stable in die Hall of Fame eingeführt.

## Die Mitglieder

### Original nWo (1996–1997)
Scott Hall, Kevin Nash, Hollywood Hogan, Ted DiBiase, The Giant, Konnan, Eric Bischoff, Miss Elizabeth, Macho Man Randy Savage, Syxx, Michael Wallstreet, Buff Bagwell, Big Bubba Rogers, Scott Norton, Curt Hennig, Dusty Rhodes, Nick Patrick, nWo Sting

### nWo Hollywood (1998)
Hollywood Hogan,
Bret Hart,
Scott Hall,
Curt Hennig,
Buff Bagwell,
Scott Steiner,
The Giant,
Stevie Ray,
Scott Norton,
Horace Hogan,
The Disciple,
Brian Adams,
Vincent,
Miss Elizabeth 
Rick Rude

### nWo Wolfpac (1998)
Kevin Nash,
Miss Elizabeth 
Lex Luger,
Sting,
Konnan,
Rick Rude,
Curt Hennig

### nWo Wolfpac (heel) (1999)
Hollywood Hogan,
Kevin Nash,
Scott Hall,
Lex Luger,
Scott Steiner,
Buff Bagwell,Macho man Randy savage 

### nWo Black & White (1999)
Horace Hogan, Stevie Ray, Vincent, Brian Adams, Scott Norton
Kurzzeitmitglieder: The Giant (Anfang 1999 entlassen), Curt Hennig (gründete eigenes Stable)

### nWo Mega (1999)
Hollywood Hogan, Kevin Nash, Scott Hall, Lex Luger, Scott Steiner, Buff Bagwell, Disco Inferno, Horace Hogan, Stevie Ray, Vincent, Brian Adams, Scott Norton, Macho Man Randy Savage

### nWo Black & Silver (2000)
Kevin Nash,
Scott Hall,
Bret Hart,
Jeff Jarrett,
Scott Steiner,
Harris Brothers

### new World order (WWF-Version) (2002)
„Hollywood“ Hulk Hogan, Kevin Nash, Scott Hall, X-Pac, Big Show, Shawn Michaels, Booker T

## Spin-offs und Parodien

### nWo Japan
In diesem Stable waren Wrestler aus Japan und andere Profis, die häufig in Japan antraten. Die Mitglieder waren Masahiro Chono, The Great Muta, Scott Norton, Michael Wall$treet, Hiroyoshi Tenzan, nWo Sting, Big Titan, Hiro Saito, Brian Adams, Satoshi Kojima, Michiyoshi Ohara und Tatsutoshi Goto.
Norton und Wallstreet wurden von der WCW nach Japan geschickt, um dort zu zeigen, dass die nWo Japan keine reine Nachmache, sondern ein echter Teil der nWo sei. Später nannte sich die Gruppe „Team 2000“.

### lWo Latino World Order
Nachdem Eddie Guerrero persönliche Probleme mit Eric Bischoff bekommen hatte, wurden diese in eine Storyline übernommen. Eddie zog die lWo auf, die aus mexikanischen Wrestlern der WCW bestand.
Mitglieder:
- Eddie Guerrero
- Juventud Guerrera
- Psicosis
- La Parka
- Silver King
- Hector Garza
- El Dandy
- Damien 666
- Villano IV
- Villano V
- Rey Mysterio Jr.

### bWo blue World order
nWo-Parodie in der ECW, gegründet durch den Blue Meanie (Brian Heffron) zusammen mit „Big Stevie Cool“ Steven Richards und Hollywood Nova (Simon Dean). Anfang 1997 nahm die ECW kurzzeitig die japanischen Wrestler TAKA Michinoku, Dick Togo und Terry Boy unter Vertrag und stellte sie der Original bWo als „bWo Japan“ zur Seite.
Mitglieder:
- Blue Meanie
- Stevie Richards
- „Hollywood“ Nova
- „7-11“ Rob Feinstein
- Chasity

bWo Japan
- TAKA Michinoku (bWo Japan)
- Dick Togo (bWo Japan)
- Terry Boy (bWo Japan)

### oWn (One Warrior Nation)
Im Zuge der Fehde von Hollywood Hogan und dem Warrior bildete dieser die oWn. Diese bestand nur aus zwei Wrestlern:
- Warrior,
- The Disciple

Nach dem Match Hogan vs. Warrior beim Halloween Havoc 1998 löste sich die oWn komplett auf.

### rKo
Randy Orton ließ sich ein T-Shirt mit dem nWo-Logo drucken, wobei er die ursprünglichen Buchstaben durch „rKo“ (Name seines Finishing Moves und Initialen seines vollen Namens) ersetzte.